# Адміністративний устрій Лозівського району
Адміністративний устрій Лозівського району — адміністративно-територіальний поділ Лозівського району Харківської області на 1 громаду міста обласного значення, 2 селищні ради та 11 сільських рад, які об'єднують 84 населені пункти та підпорядковані Лозівській районній раді. Адміністративний центр — місто Лозова, що є містом обласного значення і до складу району не входить.

## Список громадЛозівського району
- Лозівська міська громада

## Список радЛозівського району
| №  | Назва                          | Центр              | Населені пункти                                                                                          | Площа км² | Місце за площею | Населення (2001), чол. | Місце за населенням |
| -- | ------------------------------ | ------------------ | --- | --------- | --------------- | ---------------------- | ------------------- |
| 1  | Краснопавлівська селищна рада  | смт Краснопавлівка | смт Краснопавлівка c. Браїлівка c. Миронівка                                                             |           |                 |                        |                     |
| 2  | Орільська селищна рада         | смт Орілька        | смт Орілька c. Запарівка c. Захарівське c. Українське c. Петропілля c. Хижняківка c. Шугаївка c. Яблучне |           |                 |                        |                     |
| 3  | Артільна сільська рада         | c. Артільне        | c. Артільне c. Барабашівка c. Григоросове c. Дивізійне c. Миколаївка c. Надеждине                        |           |                 |                        |                     |
| 4  | Бунаківська сільська рада      | c. Бунакове        | c. Бунакове c. Горохівка c. Святушине                                                                    |           |                 |                        |                     |
| 5  | Єлизаветівська сільська рада   | c. Єлизаветівка    | c. Єлизаветівка                                                                                          |           |                 |                        |                     |
| 6  | Надеждівська сільська рада     | c. Надеждівка      | c. Надеждівка c. Миролюбівка c. Привілля c. Федорівка                                                    |           |                 |                        |                     |
| 7  | Павлівська Друга сільська рада | c. Павлівка Друга  | c. Павлівка Друга c. Бакшарівка c. Зелений Гай c. Новоселівка                                            |           |                 |                        |                     |
| 8  | Перемогівська сільська рада    | c. Перемога        | c. Перемога c. Герсеванівка c. Роздори c. Червоний Кут                                                   |           |                 |                        |                     |
| 9  | Плисівська сільська рада       | c. Плисове         | c. Плисове                                                                                               |           |                 |                        |                     |
| 10 | Садівська сільська рада        | c. Садове          | c. Садове c. Богомолівка c. Бритай c. Іванівка c. Різдвянка                                              |           |                 |                        |                     |
| 11 | Смирнівська сільська рада      | c. Смирнівка       | c. Смирнівка c. Веселе                                                                                   |           |                 |                        |                     |
| 12 | Тихопільська сільська рада     | c. Тихопілля       | c. Тихопілля c. Благодатне c. Лиман c. Нова Мечебилівка                                                  |           |                 |                        |                     |
| 13 | Яковлівська сільська рада      | c. Яковлівка       | c. Яковлівка c. Веселе c-ще Нижня Краснопавлівка c. Оддихне c. Сергіївка c. Степанівка                   |           |                 |                        |                     |

* Примітки: м. — місто, с-ще — селище, смт — селище міського типу, с. — село